# Jardín Botánico de la UTAD
El Jardín Botánico de la UTAD, en portugués : Jardim Botânico da UTAD es un jardín botánico de unas 80 hectáreas de extensión, que se ubica entre los edificios e instalaciones de la Universidad de Trás-os-Montes e Alto Douro (UTAD), en Vila Real Portugal. Se encuentra agrupado dentro de la Asociación Ibero-Macaronésica de Jardines Botánicos.

## Localización
Jardim Botânico da UTAD Apartado 1013, 5000-911 Vila Real, Portugal.
- Teléfono: 259 350 223.

## Historia
El Jardim Botânico da Universidade de Trás-os-Montes e Alto Douro fue fundado en 1987 y reconocido internacionalmente en 1988.

## Colecciones
La colecciones de este jardín botánico constituyen una de las colecciones vivas más importantes de Portugal, conteniendo actualmente cerca de 1000 especies vivas que formam parte de un vasto conjunto arquitectónico – paisajista. Alberga unas 17 colecciones temáticas, agrupadas como : 
- Plantas arcaicas,
- Aromáticas y Medicinales,
- Frutas silvestres,
- Plantas de cobertura,
- Colecciones de herbáceas,
- Resinosas ornamentales,
- Plantas Mediterráneas Calcícolas,
- Plantas Mediterráneas Silicícolas,
- Plantas de los Montes del Duero,
- Arboretum Forestal,
- Familias Ericaceae y Cistaceae,
- Familias Myrtaceae y Fagaceae.

## Visión general
La conservación de las especies vegetales autóctonas es uno de los objetivos prioritarios del Jardín Botánico. Aquí se realizan actividades, tales como: propagación de especies en peligro de extinción en Portugal, el uso de especies silvestres con fines ornamentales, depósito de ejemplares herborizados provenientes de Portugal, del resto del continente europeo y de otros.

### El herbario (HVR)
El Herbario, fundado en enero de 1987, mantiene una extensa actividad científica en el ámbito del estudio de la flora y de la  vegetación. Apoyándose en métodos numéricos de análisis, se  estudia la expresión fenotípica de diversos géneros y especies, como también la capacidad expresiva y análisis fitoestructural de las comunidades vegetales de diferentes geosistemas a nivel del País y de la península ibérica.
Actualmente se encuentran en depósito, cerca de 15.000 ejemplares.